# Alfonso de Frías
Alfonso de Frías (m. 1394) fue un religioso castellano, que después de ser deán de la catedral de Segovia, ocupó la dignidad de obispo de Segovia.
Durante su gobierno en la diócesis tuvo lugar la aparición de Nuestra Señora de la Soterraña, en cuyo expediente participó. Falleció en 1394, sin que se tenga noticia del lugar de su enterramiento.
| Predecesor: Gonzalo González de Bustamante | Obispo de Segovia 16 de octubre de 1392 –1494 | Sucesor: Alfonso Correa |